# André Devriendt
André Devriendt, né le 9 juillet 1920 à Paris dans le 13e arrondissement de Paris et mort le 30 décembre 2014 à Limeil-Brévannes, est un militant syndicaliste libertaire. Directeur de publication du Monde Libertaire, il occupe de nombreuses fonctions au Syndicat des correcteurs de la Fédération des travailleurs des industries du livre, du papier et de la communication CGT.

## Biographie
Né de parents belges (flamands) réfugiés en France au début de la Première Guerre mondiale et installés à Alfortville depuis 1920, il travaille comme sellier garnisseur dans une usine d’automobiles en 1934.
Il participe aux grèves de juin 1936 dans une carrosserie (les établissements Commeinhes) de Saint-Maur-des-Fossés ce qui lui valut d’être licencié à la fin de l’année.
Plusieurs fois chômeur, il exerce divers métiers : maçon, entrepreneur, garçon boucher, avant de retrouver du travail dans son métier, chez Simca, à Nanterre, où il fut embauché le 30 novembre 1938, jour de grève générale.
En 1936, il adhère au Parti social français du Colonel de La Rocque mais le quitta dès l’année suivante, estimant « qu’il n’y avait rien à y faire ». Il explique cette adhésion comme une réaction à son milieu et « en raison de l’animosité que me témoignait mon père qui lui-même se déclarait rouge… Qu’allais-je faire dans cette galère ! Fils d’étrangers, français moi-même de fraîche date (avril 1936) par acte de renonciation à la nationalité belge, ouvrier pauvre et pauvre ouvrier, je n’avais rien de commun avec les membres du PSF composé de petits bourgeois, d’anciens combattants nostalgiques, ultra patriotes, xénophobes et j’en passe ».
Grâce à la débâcle de 1940, il échappe au service militaire. Après l’exode, il reprend son métier dans une usine réquisitionnée par les Allemands. Là, en septembre 1942, pour avoir entraîné tout le personnel de l’usine à la désobéissance à une disposition prise par les Allemands, il est arrêté et, après interrogatoire à la Kommandantur de Neuilly, incarcéré à la prison du Cherche-Midi pendant trois semaines.
Privé de son emploi, il doit alors partir travailler en Allemagne où il reste jusqu’en juin 1945. Il y rencontre une jeune Hongroise qui devint sa femme et avec qui il a deux enfants.
Pendant et après la Seconde Guerre mondiale, il étudie l’allemand et la comptabilité, ce qui lui permit d’obtenir un diplôme d’études supérieures d’allemand et un diplôme de correspondancier commercial d’allemand.
À son retour en France, il retrouve son métier et, après un bref passage au Parti communiste, milite activement au sein du mouvement libertaire.

### Flamand la Simplicité
En mai 1946, il est reçu compagnon sellier-garnisseur à l’Union compagnonnique des devoirs unis, section de Paris.
Il prend alors le pseudonyme de Flamand la Simplicité, « Flamand parce qu’il était de parents belges originaires de Flandres. Simplicité, parce qu’il y voyait une qualité devant être cultivée avec constance » comme l’écrit Freddy Gomez.
C’est en 1947 après « être tombé par hasard sur un exemplaire du Libertaire » qu'il adhère à la Fédération anarchiste (FA) et fonde le groupe libertaire d’Enghien-les-Bains, .

### Militant anticolonialiste
Pendant les guerres d’Indochine et d’Algérie, il mène une intense activité de propagande anticolonialiste, en tant que membre du courant minoritaire de la FA favorable au soulèvement algérien.
En mai 1961, il publie dans le Bulletin intérieur de la FA un texte signé A. Devriendt et titré « Les anarchistes s’adressent aux révolutionnaires algériens », qui qualifie la guerre de libération nationale de l'Algérie de « révolution » : « Au-delà des divergences que son évolution peut faire naître et des critiques que l’on peut lui adresser, la révolution algérienne éclaire le monde d’une lueur trop vive et trop riche de promesses pour que les anarchistes n’estiment pas devoir affirmer leur entière solidarité avec elle ». Cette révolution n'est en rien analysée comme un programme de bouleversements appliqué à la société algérienne, mais comme une insurrection replacée dans le cadre de la solidarité internationale des travailleurs. C'est donc un synonyme internationalisé de ce que les Algériens entendaient par « révolution », c'est-à-dire une guerre de libération nationale, une révolution anti-coloniale, mais reformulée dans des termes anarchistes.
Lors de la scission au sein de la Fédération anarchiste, en 1950, il ne rejoint pas la Fédération communiste libertaire, mais participe à la reconstruction de la Fédération anarchiste et à la fondation de son nouveau journal, Le Monde libertaire dont il est membre du comité de lecture et dont il devint l’administrateur à partir du no 51 en 1959.
En 1958, il devient permanent au siège de la Fédération anarchiste, 3 rue Ternaux, Paris (XIe). Il ouvre la librairie, et en assume toutes les fonctions.
Le 31 décembre 1959, en raison de difficultés de trésorerie, il quitte la librairie mais demeure administrateur du journal jusqu’en 1963.
En 1960, il devient correcteur d’imprimerie, entre au Syndicat des correcteurs de Paris CGT où il occupe de nombreux postes de responsabilité : secrétaire du comité d’entreprise à l’imprimerie de Montmartre en 1961, délégué du personnel chez Larousse en 1963, membre du comité syndical du Syndicat des correcteurs en 1965, secrétaire adjoint en 1967, secrétaire en 1968 et 1969, membre de la commission de contrôle du syndicat en 1971, secrétaire adjoint en 1972, secrétaire de février 1973 à février 1977, délégué au congrès de la Fédération française des travailleurs du Livre en 1976, membre du bureau du Comité intersyndical du livre parisien de 1973 à 1977.
En outre, depuis 1960, il assume les fonctions de trésorier fondé de pouvoir de l’Association pour la diffusion des philosophies rationalistes, propriétaire des locaux où siègent la Fédération anarchiste et Le Monde libertaire.
En mai 1990, il devint directeur du Monde Libertaire en remplacement de Maurice Joyeux.

## Œuvres
- La mutualité, Éditions du Groupe Fresnes-Antony de la Fédération Anarchiste, 1983, (BNF 34719948), (OCLC 24305922).
- Le mouvement mutualiste, Montréal, ÉDAM, 1998, (OCLC 39961943).

### Préfaces
- Maurice Dommanget, Les belles figures du prolétariat : Eugène Varlin (1839-1871), La Ruche ouvrière, 1976, (OCLC 23400911).

### Contributions à des ouvrages collectif
- Fatalisme économique et capacité politique, actes du colloque de la Société Pierre-Joseph Proudhon, Paris, 6 décembre 1997, Cahiers de la Société P.-J. Proudhon, 1998, (OCLC 468238165).
- La répression antisyndicale in Le Livre noir du capitalisme, Le Temps des cerises, 2002,  (ISBN 978-2841093250), (OCLC 406230394).

### Articles
- Deux Guerre coloniales : 1946-1962, Le Magazine libertaire, no 4, décembre 1984.
- La Guerre d'Algérie et les anarchistes, Le Monde libertaire, no 1306, 6 février 2003, texte intégral.
- Pour faire bouillir la marmite, in Eugène Varlin, Itinéraire : une vie, une pensée, no 11, 1er semestre 1993, 72 pages, lire en ligne.

## Notices
- Notices d'autorité :   - VIAF
  - IdRef
- Dictionnaire des anarchistes, « Le Maitron » : notice biographique.
- Dictionnaire biographique, mouvement ouvrier, mouvement social : notice biographique.
- Dictionnaire international des militants anarchistes : notice biographique.
- Centre International de Recherches sur l'Anarchisme (Lausanne) : notice.
- Catalogue général des éditions et collections anarchistes francophones : notice bibliographique.
- Les auteurs du Monde libertaire : André Devriendt.